# Beerzerveld
Beerzerveld (52° 30′ N, 6° 34′ L) é uma cidade dos Países Baixos, na província de Overijssel. Beerzerveld pertence ao município de Ommeren, e está situada a 16 km, a norte de Almelo.
Em 2001, a cidade de Beerzerveld tinha 304 habitantes. A área urbana da cidade é de 0.088 km², e tem 108 residências. 
A área de Beerzerveld, que também inclui as partes periféricas da cidade, bem como a zona rural circundante, tem uma população estimada em 1000 habitantes.